# Sabina Cantacuzino
Sabina Cantacuzino, z domu Brătianu (ur. 1863  w Ștefănești, zm. 23 sierpnia 1944 w Bukareszcie) – rumuńska poetka, prozaik, eseistka, dramaturg i krytyk literacki.

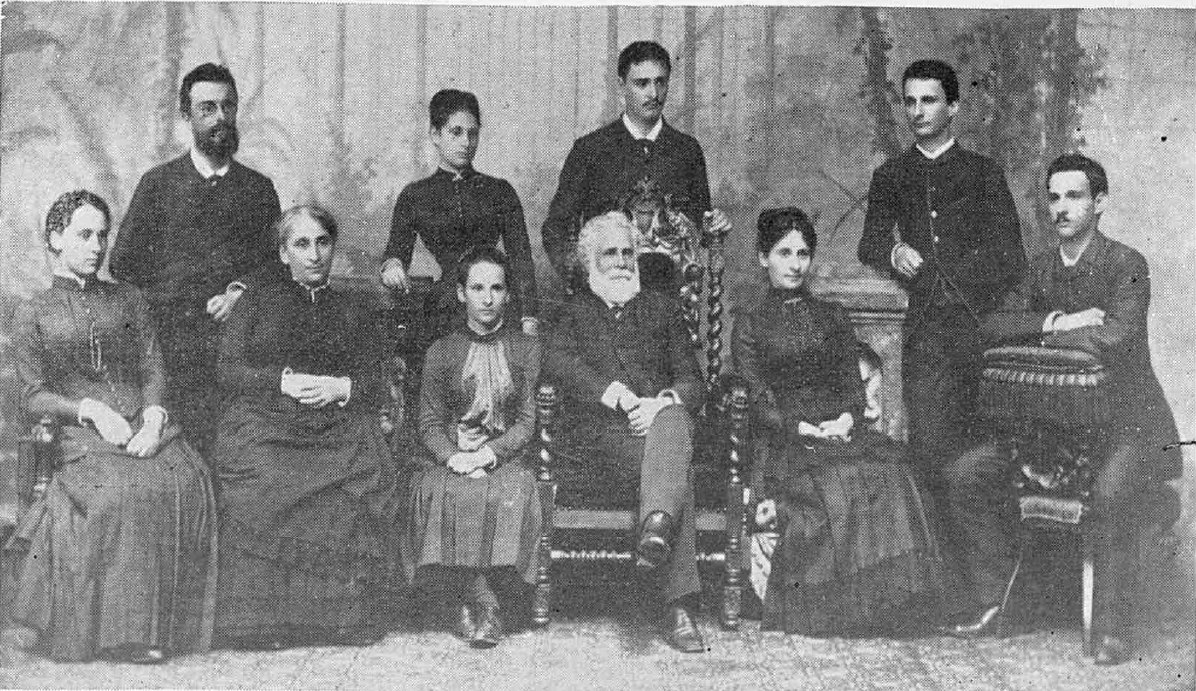
Rodzina Brătianu, 1885

## Życiorys
Sabina urodziła się w rodzinnej posiadłości Florica w Ștefănești, w okręgu Ardżesz. Była córką Iona Brătianu, polityka, jednej z głównych postaci rumuńskiej sceny politycznej w XIX wieku oraz Pii Brătianu. Miała siedmioro rodzeństwa, wśród których było wielu polityków, naukowców i artystów: Ion (1864–1927, premier), Dinu (1866–1950), Vintilă (1867–1930, premier), Maria (1868–1945, matka poety Iona Pillat), Tatiana (1870–1940, żona polityka Ilie Niculescu-Dorobanțu) i Pia (1872–1946, żona polityka Alexandru Alimanesteanu).
Początkowo pobierała naukę w domu a później w Colegiul Național Sfântul Sava w Bukareszcie, gdzie uczęszczała na zajęcia ze znanymi profesorami m.in.: Spiru Haretem i Davidem Emmanuelem.
W 1885 roku poślubiła doktora Constantina Cantacuzino. Pasjonowała się muzyką, teatrem i sztukami plastycznymi, była kolekcjonerką rumuńskiego malarstwa i sztuki ludowej. Sabina aktywnie wspierała instytucje kultury, przyczyniła się do powstania Muzeum Sztuki Toma Stelian (Muzeului de artă „Toma Stelian“) i stowarzyszenia kulturalnego Universității Libere pod patronatem królowej Elżbiety, gdzie organizowano konferencje i koncerty.

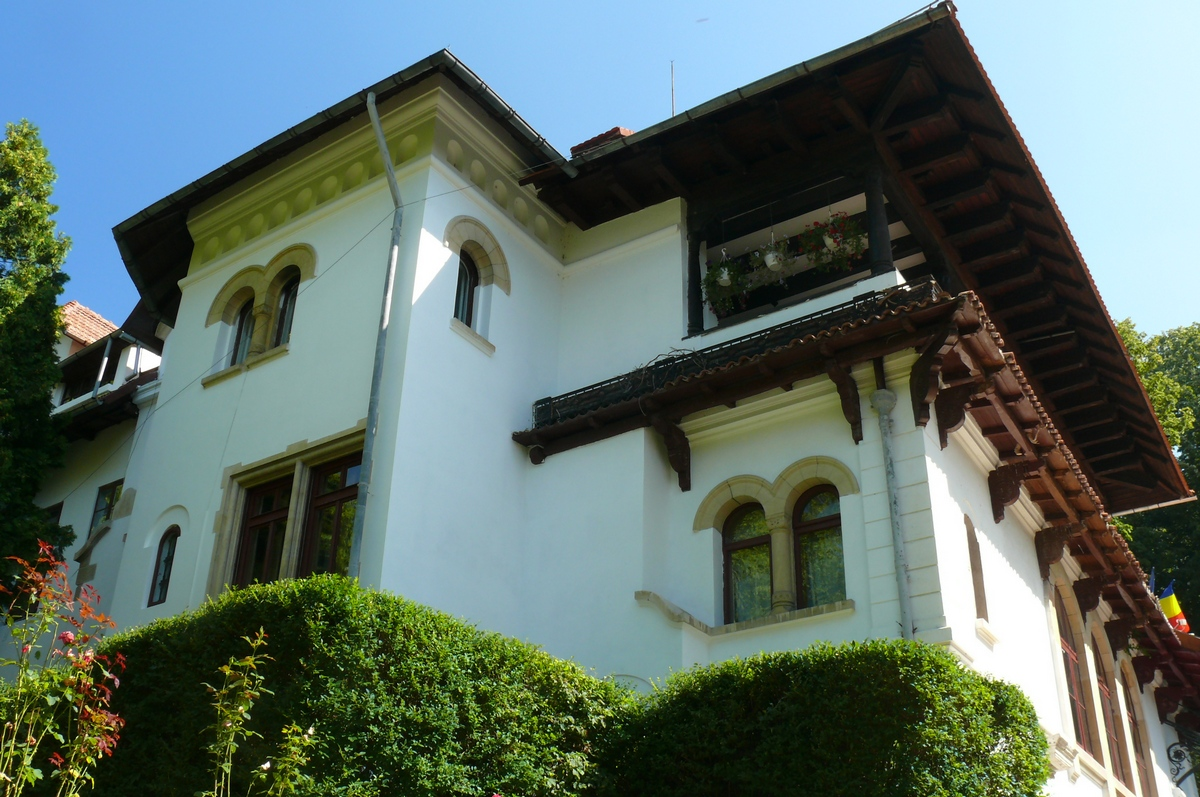
Rezydencja Florica, Ștefănești, okręg Ardżesz

Zorganizowała dom dziecka na podstawie systemu Montessori, podczas pierwszej wojny światowej prowadziła szpital nr. 108 w Bukareszcie, była prezesem Stowarzyszenia na rzecz Zapobiegania Gruźlicy (Asociației pentru Profilaxia Tuberculozei). W 1914 z inicjatywy jej i członków rodziny utworzono szpital dla chorych na gruźlicę. W czasie niemieckiej okupacji wojskowej w latach 1916-1918 pozostała w Bukareszcie. W 1917 roku była internowana przez dziewięć miesięcy w klasztorze Monaster Pasărea.
Swoje wspomnienia, które zaczęła pisać w 1921 roku, sto lat po narodzinach ojca Iona Brătianu, pojawiły się w wydawnictwie Universul w Bukareszcie w 1933 roku (Tom I) i 1937 roku (Tom II). Zmarła w Bukareszcie w dniu 23 sierpnia 1944 roku na raku przełyku. Swoje mieszkanie pozostawiła w testamencie jako siedzibę domu dla doktorantów, nad którą pieczę sprawuje fundacja akademicka.

## Twórczość
- Din viața familiei Ion C. Brătianu, tom I, 1933
- Din viața familiei Ion C. Brătianu, tom II, 1937